# Листа на Марян Шарец
Лѝстата на Марян Шарец  (на словенски: Lista Marjana Šarca, LMŠ) е бивша словенска партия с водач Марян Шарец.

## История
Бившият журналист, актьор и комедиант Марян Шарец основава партията преди местните избори през 2014. През по-голямата част от втория мандат на Шарец, партията е активна само на това ниво.
Шарец се кандидатира на президентските избори през 2017, стигайки до балотаж, но губейки с малка разлика от действащия президент Борут Пахор. След като обявява дългоочакваното си включване в парламентарната политика, LMŠ бързо се превръщат в първата по одобрение партия и повежда в прогнозите за изборите през 2018.

## Изборни резултати
| Година | Гласове | % от гласовете | Места в парламента | Промяна | Правителство |
| ------ | ------- | -------------- | ------------------ | ------- | ------------ |
| 2018   | 112 250 | 12.60%         | 13 / 90            | 13      | Коалиция     |